# Euxoa riphaea
Euxoa riphaea là một loài bướm đêm trong họ Noctuidae.